# Strzelanina w barze Luby’s w Killeen
Strzelanina w barze Luby’s w Killeen (ang. Luby’s massacre) – wydarzenie, które miało miejsce w amerykańskim barze sieci Luby’s w mieście Killeen w Teksasie 16 października 1991.

## Przebieg zdarzenia
Przez frontowe okno baru, w którym znajdowało się blisko 100 osób, wjechał do wnętrza swoim Fordem Rangerem uzbrojony w pistolety Glock 17 i Ruger P89 George Hennard. Wysiadł z pojazdu i krzycząc This is what Bell County has done to me! (Oto, co hrabstwo Bell mi zrobiło!) otworzył ogień do personelu i znajdujących się we wnętrzu konsumentów. Podchodził kolejno do przerażonych i niezdolnych do reakcji ludzi i strzelał do nich z bliska. Zabił 23 osoby, ranił 20, a na koniec popełnił samobójstwo. W trakcie strzelaniny jeden z bywalców baru rzucił się przez boczne okno wystawowe, za nim przez wybitą szybę uciekły też inne osoby.

## Śledztwo
Jak wykazało późniejsze dochodzenie, Hennard przed rozpoczęciem akcji odczekał, by we wnętrzu baru nie znajdował się ani jeden policjant, dzięki czemu mógł oczekiwać, że nie będzie tam ani jednej osoby zdolnej stawić mu zbrojny opór. Zgodnie z obowiązującym wówczas w Teksasie prawem, osoby cywilne posiadające broń nie miały prawa wstępu do restauracji i innych tego rodzaju lokali, musiały pozostawić ją na zewnątrz. Tak też uczyniła Suzanna Gratia Hupp, późniejsza deputowana do izby niższej parlamentu stanowego Teksasu, zostawiając swoją broń w samochodzie zaparkowanym przed barem. Ojciec Suzanny Hupp został postrzelony śmiertelnie na początku masakry, później szaleniec zastrzelił także jej matkę, która usiłowała powstrzymać krwawienie z rany odniesionej przez męża. Suzanna Hupp skorzystała z wybitego okna i uciekła na zewnątrz. Później była jedną z najbardziej zdecydowanych zwolenniczek zmiany w prawie stanu Teksas, co doprowadziło do uchylenia w 1995 zakazu wnoszenia broni do restauracji.

## Ofiary strzelaniny
Lista ofiar strzelaniny:

1. Patricia Carney (lat 57)
2. Jimmie Caruthers (lat 48)
3. Kriemhild Davis (lat 62)
4. Steven Dody (lat 43)
5. Al Gratia (lat 71)
6. Ursula Gratia (lat 67)
7. Debra Gray (lat 33)
8. Michael Griffith (lat 48)
9. Venice Henehan (lat 70)
10. George Hennard  (lat 35)
11. Clodine Humphrey (lat 63)
12. Sylvia King (lat 30)
13. Zona Lynn (lat 65)
14. Connie Peterson (lat 43)
15. Ruth Pujol (lat 55)
16. Su-Zann Rashott (lat 36)
17. John Romero (lat 29)
18. Thomas Simmons (lat 33)
19. Glen Spivey (lat 55)
20. Nancy Stansbury (lat 44)
21. Olgica Taylor (lat 45)
22. James Welsh (lat 75)
23. Lula Welsh (lat 75)
24. Iva Williams (lat 75)